# Reckless
"Reckless" − czwarty singel promujący piąty album zespołu Papa Roach zatytułowany The Paramour Sessions.

## Zawartość singla
1. "Reckless (LP Version)" − 3:34
2. "Reckless (Clean)" − 3:34
3. "Reckless (Super Clean)" − 3:34

## Pozycje na listach przebojów
| Notowanie (2008)                      | Najwyższa pozycja |
| ------------------------------------- | ----------------- |
| U.S. Billboard Mainstream Rock Tracks | 40                |